# Улица Бочкова (Москва)
Улица Бо́чкова — улица на севере Москвы, в Останкинском районе Северо-Восточного административного округа, от проспекта Мира до проезда Ольминского.

## Название
В начале XX века улица называлась Заморинский переулок по фамилии домовладельца.
Современное название дано в 1965 году в честь лётчика-истребителя, Героя Советского Союза И. В. Бочкова (1916—1943), который совершил 308 боевых вылетов, сбил 36 вражеских самолётов; погиб в воздушном бою. До армии работал на заводе «Калибр», расположенном в этом районе на нынешней улице Годовикова.

## Расположение
Улица Бочкова начинается на левой стороне проспекта Мира напротив Староалексеевской улицы, проходит на запад рядом с Большой Марьинской улицей, затем делится на два рукава: один доходит до Звёздного бульвара, а второй поворачивает на север и оканчивается на проезде Ольминского.

## Примечательные здания и сооружения
- Дом 3 — СУ-53;

Мемориальная доска Шукшину на ул. Бочкова

- Дом 4 — федеральное дорожное агентство Росавтодор;
- Дом 4А — Городской лечебно-консультативный центр по детской дерматологии при КВД № 8 СВАО;
- Дом 5А — газета «Студенческая семёрка»; детский сад № 2256;
- Дом 5 — Федеральная служба роспотребнадзор СВАО; Центр гигиены и эпидемиологии в г. Москве ФГУ. Здесь в 1972—1974 годах жил Василий Шукшин, в 1977 году на доме установлена мемориальная доска в его память (скульптор В. М. Клыков, архитектор С. И. Смирнов)[1].
- Дом 5, корпус 2 — Институт бизнеса и права;
- Дом 5, корпус 2 — поликлиника № 98 СВАО;
- Дом 8 — поликлиника МСЧ ГУВД № 3;
- Дом 8А — Останкинский районный суд, участок 311;
- Дом 10 — 6-й троллейбусный парк (Мосгортранс ГУП);
- Дом 11А — Калибровский завод; ПКФ «Мясотехнология»;
- Дом 11 — Промэлектромонтаж.